# Лунка Черниј де Жос (Хунедоара)
Лунка Черниј де Жос (рум. Lunca Cernii de Jos) насеље је у Румунији у округу Хунедоара. Oпштина се налази на надморској висини од 696 m.

## Становништво
Према подацима из 2002. године у насељу је живело 1116 становника, од којих су сви румунске националности.

### Хронологија
| Година       | 1992 | 1993 | 1994 | 1995 | 1996 | 1997 | 1998 | 1999 | 2000 | 2001 | 2002 | 2003 | 2004 | 2005 | 2006 | 2007 | 2008 | 2009 | 2010 | 2011 | 2012 | 2013 | 2014 | 2015 | 2016 | 2017 |
| ------------ | ---- | ---- | ---- | ---- | ---- | ---- | ---- | ---- | ---- | ---- | ---- | ---- | ---- | ---- | ---- | ---- | ---- | ---- | ---- | ---- | ---- | ---- | ---- | ---- | ---- | ---- |
| Становништво | 1621 | 1559 | 1516 | 1481 | 1412 | 1389 | 1357 | 1328 | 1307 | 1275 | 1221 | 1150 | 1109 | 1057 | 1023 | 1004 | 995  | 974  | 958  | 946  | 934  | 919  | 913  | 904  | 883  | 885  |